# گل دردسر
گل دردسر (نام علمی: Vexatorella) نام یک سرده از خانواده شکرپارگان است.